# Grampo de cabelo

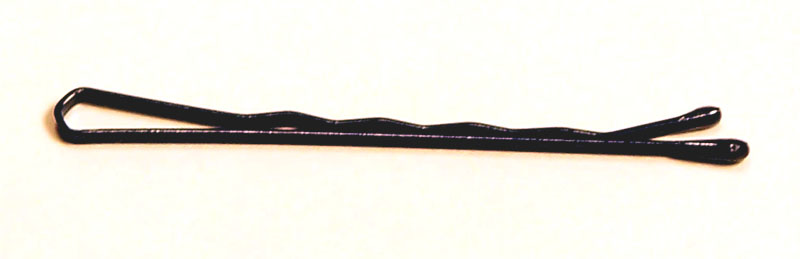

Um grampo de cabelo é um acessório utilizado para facilitar o tratamento dos cabelos ou mesmo na elaboração de penteados.Fácil e prático serve para fazer desde um coque até um sofisticado penteado. 
- Bobe
- Presilha